# Powiat Parczewski
Der Powiat Parczewski ist ein Powiat (Kreis) in der polnischen Woiwodschaft Lublin. Der Powiat hat eine Fläche von 952,62 km², auf der 36.000 Einwohner leben.

## Gemeinden
Der Powiat umfasst sieben Gemeinden, eine Stadt-und-Land-Gemeinde und sechs Landgemeinden.

### Stadt-und-Land-Gemeinde
- Parczew

### Landgemeinden
- Dębowa Kłoda
- Jabłoń
- Milanów
- Podedwórze
- Siemień
- Sosnowica